# Babilon királyainak listája
Babilon ismert története sémi városállamként, amurrú dinasztia alatt kezdődött, virágkorát pedig az i. e. 19-18. században élte. Ekkor Babilon katonai és gazdasági erejével több mezopotámiai várossal is elismertette fennhatóságát. A városok kiválása az Óbabiloni Birodalomból már Hammurapi babiloni király halála után megkezdődött. i. e. 1594 körül a hettiták rombolták le, s ezután a városba már korábban betelepülő kassú dinasztiát az elámiak támadása buktatta meg, az elámiak elleni fegyveres küzdelmet viszont Iszin városából szervezték, így Babilon élére a II. iszini dinasztia került. Az i. e. 11-10. században az asszírok többször kiterjesztették hatalmukat a városra. Az asszírok elleni harcnak is köszönhetően az i. e. 7. század végén ismét jelentős hatalom lett (Újbabiloni Birodalom). i. e. 539-ben II. Kürosz perzsa király meghódította.

## I. babiloni (amorita) dinasztia (i. e. 1894–i. e. 1594)
| Uralkodó                 | Rövid kronológia        | Középső kronológia      | Hosszú kronológia       | Megjegyzés |
| ------------------------ | ----------------------- | ----------------------- | ----------------------- | ---------- |
| Szumuabum                | i. e. 1830 – i. e. 1817 | i. e. 1894 – i. e. 1881 | i. e. 1945 – i. e. 1932 |            |
| Szumu-la-Él (Sumuláilum) | i. e. 1817 – i. e. 1781 | i. e. 1880 – i. e. 1845 | i. e. 1932 – i. e. 1897 |            |
| Szábium                  | i. e. 1781 – i. e. 1767 | i. e. 1844 – i. e. 1831 | i. e. 1897 – i. e. 1884 |            |
| Apil-Szín                | i. e. 1767 – i. e. 1749 | i. e. 1830 – i. e. 1813 | i. e. 1884 – i. e. 1867 |            |
| Szín-muballit            | i. e. 1748 – i. e. 1729 | i. e. 1812 – i. e. 1793 | i. e. 1867 – i. e. 1848 |            |
| Hammurapi                | i. e. 1728 – i. e. 1686 | i. e. 1792 – i. e. 1750 | i. e. 1848 – i. e. 1806 |            |
| Szamszuilúna             | i. e. 1686 – i. e. 1648 | i. e. 1749 – i. e. 1712 | i. e. 1806 – i. e. 1769 |            |
| Abi-ésuh                 | i. e. 1648 – i. e. 1620 | i. e. 1711 – i. e. 1684 | i. e. 1769 - i. e. 1742 |            |
| Ammí-ditána              | i. e. 1620 – i. e. 1583 | i. e. 1683 – i. e. 1647 | i. e. 1742 – i. e. 1706 |            |
| Ammíszaduka              | i. e. 1583 – i. e. 1562 | i. e. 1646 – i. e. 1626 | i. e. 1706 – i. e. 1686 |            |
| Szamszu-ditána           | i. e. 1562 – i. e. 1531 | i. e. 1625 – i. e. 1594 | i. e. 1686 – i. e. 1655 |            |

## II. (I. tengerföldi) dinasztia(i. e. 1732 – i. e. 1460)
| Uralkodó               | Rövid kronológia | Középső kronológia | Hosszú kronológia | Megjegyzés                                |
| ---------------------- | ---------------- | ------------------ | ----------------- | ----------------------------------------- |
| Iluma-Él (Iluma-ilum?) | i. e. 1732 – ?   |                    |                   |                                           |
| Itti-ili-nibi          |                  |                    |                   |                                           |
| Dámik-ilísu            |                  |                    |                   |                                           |
| Iskibal                |                  |                    |                   |                                           |
| Sussi                  |                  |                    |                   |                                           |
| Gulkisar               |                  |                    |                   |                                           |
| …                      |                  |                    |                   |                                           |
| Pesgaldaramas          |                  |                    |                   |                                           |
| Adara-kalama           |                  |                    |                   |                                           |
| Ékur-duanna            |                  |                    |                   |                                           |
| Melamkurkurra          |                  |                    |                   |                                           |
| Éa-gámil               | ? – i. e. 1371   |                    | ? – i. e. 1460    | I. Kadasman-Enlil fosztotta meg a tróntól |

## III. (kassú) dinasztia(Kasszita Babilon, vagy Karadúnias, i. e. 1741 – i. e. 1155)
II. Agum-Kakrime előtt nem uralkodtak Babilonban, de a későbbi babiloni kassú királyok számozásakor beszámították őket.
| Uralkodó              | Uralkodott              | Megjegyzés                     |
| --------------------- | ----------------------- | ------------------------------ |
| Gandas                | i. e. 1741 – i. e. 1726 | Tiptakzi fia                   |
| I. Agum               | i. e. 1726 – i. e. 1704 |                                |
| I. Kastilias          | i. e. 1704 – i. e. 1683 |                                |
| Ussi                  |                         |                                |
| Abirattas             |                         |                                |
| II. Kastilias (?)     |                         |                                |
| Urzigurumas           |                         |                                |
| Harbasihu             |                         |                                |
| Típtakzi              | ? – i. e. 1594          |                                |
| Atra                  | i. e. 1594(?)           |                                |
| II. Agum-Kakrime      | i. e. 1594 – i. e. 1571 |                                |
| I. Burna-Burias       | i. e. 1570 – ?          |                                |
| ...                   |                         |                                |
| III. Kastilias        |                         |                                |
| Ulam-Burias           | i. e. 1430 körül        |                                |
| III. Agum             | i. e. 1415 körül        |                                |
| I. Kadasman-Harbe     |                         |                                |
| Karaindas             |                         |                                |
| I. Kurigalzu          | ? – i. e. 1374          |                                |
| I. Kadasman-Enlil     | i. e. 1374 – i. e. 1360 | i. e. 1371-től Babilon királya |
| II. Burnaburias       | i. e. 1359 – i. e. 1333 |                                |
| Karahardas            | i. e. 1333              |                                |
| Nazibugas             | i. e. 1333              |                                |
| II. Kurigalzu         | i. e. 1332 – i. e. 1308 |                                |
| Nazimaruttas          | i. e. 1307 – i. e. 1282 |                                |
| Kadasman-Turgu        | i. e. 1281 – i. e. 1264 |                                |
| II. Kadasman-Enlil    | i. e. 1263 – i. e. 1255 |                                |
| I. Kudur-Enlil        | i. e. 1254 – i. e. 1246 |                                |
| Sagarakti-Surias      | i. e. 1245 – i. e. 1233 |                                |
| IV. Kastilias         | i. e. 1232 – i. e. 1225 |                                |
| Enlil-nádin-sumi      | i. e. 1224              |                                |
| II. Kadasman-Harbe    | i. e. 1223              |                                |
| Adad-suma-iddína      | i. e. 1222 – i. e. 1217 |                                |
| Adad-suma-uszur       | i. e. 1216 – i. e. 1187 |                                |
| Melisihu              | i. e. 1186 – i. e. 1172 |                                |
| I. Marduk-apla-iddína | i. e. 1171 – i. e. 1159 |                                |
| Zababa-suma-iddína    | i. e. 1158              |                                |
| Enlil-nádin-ahhé      | i. e. 1157 – i. e. 1155 |                                |

## IV. (II. iszini) dinasztia(i. e. 1155 – i. e. 1025)
| Uralkodó               | Rövid kronológia        | Középső kronológia      | Megjegyzés |
| ---------------------- | ----------------------- | ----------------------- | ---------- |
| Marduk-kabít-ahhésu    | i. e. 1155 – i. e. 1146 | i. e. 1156 – i. e. 1139 |            |
| Itti-Marduk-balátu     | i. e. 1146 – i. e. 1132 | i. e. 1138 – i. e. 1131 |            |
| Ninurta-nádin-sumi     | i. e. 1132 – i. e. 1126 | i. e. 1130 – i. e. 1125 |            |
| I. Nabú-kudurri-uszur  | i. e. 1126 – i. e. 1103 | i. e. 1124 – i. e. 1103 |            |
| Enlil-nádin-apli       | i. e. 1103 – i. e. 1100 | i. e. 1102 – i. e. 1099 |            |
| Marduk-nádin-ahhé      | i. e. 1100 – i. e. 1082 | i. e. 1098 – i. e. 1081 |            |
| Marduk-sápik-zéri-máti | i. e. 1082 – i. e. 1069 | i. e. 1080 – i. e. 1068 |            |
| Adad-apla-iddína       | i. e. 1069 – i. e. 1046 | i. e. 1067 – i. e. 1046 |            |
| Marduk-ahhé-eríba      | i. e. 1046              | i. e. 1045              |            |
| Marduk-zér-…           | i. e. 1046 – i. e. 1033 | i. e. 1044 – i. e. 1033 |            |
| Nabú-suma-líbur        | i. e. 1033 – i. e. 1025 | i. e. 1032 – i. e. 1025 |            |

## V. (II. tengerföldi) dinasztia(i. e. 1025 – i. e. 1004)
| Uralkodó         | Uralkodott              | Megjegyzés |
| ---------------- | ----------------------- | ---------- |
| Szimbarsipak     | i. e. 1025 – i. e. 1008 |            |
| Éa-mukín-zéri    | i. e. 1008              |            |
| Kassú-nádin-ahhé | i. e. 1008 – 1004       |            |

## VI. (bazi) dinasztia(i. e. 1003 – i. e. 985)
| Uralkodó                 | Uralkodott             | Megjegyzés |
| ------------------------ | ---------------------- | ---------- |
| Éulmas-sákin-sumi        | i. e. 1003 – i. e. 987 |            |
| I. Ninurta-kudurri-uszur | i. e. 987 – i. e. 985  |            |
| Sirikti-Sukamuna         | i. e. 985              |            |

## VII. (Elámi) dinasztia(i. e. 985 – i. e. 979)
| Uralkodó            | Uralkodott            | Megjegyzés |
| ------------------- | --------------------- | ---------- |
| Már-bíti-apla-uszur | i. e. 985 – i. e. 979 |            |

## VIII. dinasztia(i. e. 979 – i. e. 943)
| Uralkodó        | Uralkodott            | Megjegyzés |
| --------------- | --------------------- | ---------- |
| Nabú-mukín-apli | i. e. 979 – i. e. 943 |            |

## IX. dinasztia(Vegyes dinasztiák, i. e. 943 – i. e. 732)
| Uralkodó                            | Uralkodott            | Megjegyzés                     |
| ----------------------------------- | --------------------- | ------------------------------ |
| II. Ninurta-kudurri-uszur           | i. e. 943             |                                |
| Már-bíti-ahhé-iddína                | i. e. 943 – i. e. 920 |                                |
| Samas-mudammik                      | i. e. 920 – i. e. 900 |                                |
| I. Nabú-suma-ukín                   | i. e. 900 – i. e. 888 |                                |
| Nabú-apla-iddína                    | i. e. 888 – i. e. 855 |                                |
| I. Marduk-zákir-sumi                | i. e. 855 – i. e. 819 |                                |
| Marduk-balátszu-ikbi                | i. e. 819 – i. e. 813 |                                |
| Baba-ahhé-iddína                    | i. e. 813 – i. e. 811 |                                |
| interregnum (i. e. 811 – i. e. 800) |                       |                                |
| Ninurta-apla-…                      | i. e. 800 – i. e. 790 |                                |
| Marduk-Bél-zéri                     | i. e. 790 – i. e. 780 |                                |
| Marduk-apla-uszur                   | i. e. 780 – i. e. 769 |                                |
| Eríba-Marduk                        | i. e. 769 – i. e. 761 | a kháld Bít-Jakín törzs sejkje |
| Nabú-suma-iskun                     | i. e. 761 – i. e. 748 |                                |
| Nabú-nászir                         | i. e. 748 – i. e. 734 |                                |
| Nabú-nádin-zéri                     | i. e. 734 – i. e. 732 |                                |
| II. Nabú-suma-ukín                  | i. e. 732             |                                |

## X. (Asszír) dinasztia(i. e. 732 – i. e. 620)
| Uralkodó                                                                | Uralkodott            | Megjegyzés                             |
| ----------------------------------------------------------------------- | --------------------- | -------------------------------------- |
| Nabú-mukín-zéri                                                         | i. e. 732 – i. e. 729 |                                        |
| Púlu                                                                    | i. e. 729 – i. e. 727 | III. Tukulti-apil-ésarra asszír király |
| Ulúlaju                                                                 | i. e. 727 – i. e. 722 | V. Sulmánu-asarídu asszír király       |
| II. Marduk-apla-iddína                                                  | i. e. 722 – i. e. 710 | a kháld Bít-Jakín törzs sejkje         |
| II. Sarrukín                                                            | i. e. 710 – i. e. 705 | asszír király                          |
| Szín-ahhé-eríba                                                         | i. e. 705 – i. e. 703 | asszír király                          |
| II. Marduk-zákir-sumi                                                   | i. e. 703             |                                        |
| II. Marduk-apla-iddína                                                  | i. e. 703             | másodszor                              |
| Bél-ibni                                                                | i. e. 703 – i. e. 700 |                                        |
| Assur-nádin-sumi                                                        | i. e. 700 – i. e. 694 |                                        |
| Nergal-usézib                                                           | i. e. 694 – i. e. 693 | Szín-ahhé-eríba feliratain: Suzubu     |
| Musézib-Marduk                                                          | i. e. 693 – i. e. 689 | Szín-ahhé-eríba feliratain: Suzubi     |
| interregnum (i. e. 688 – i. e. 681) Szín-ahhé-eríba lerombolta a várost |                       |                                        |
| Assur-ah-iddína                                                         | i. e. 681 – i. e. 669 | asszír király                          |
| Assur-bán-apli                                                          | i. e. 669 – i. e. 668 | asszír király                          |
| Samas-sum-ukín                                                          | i. e. 668 – i. e. 648 | Assur-bán-apli öccse                   |
| Kandalánu                                                               | i. e. 648 – i. e. 627 | asszír király                          |
| interregnum (i. e. 627)                                                 |                       |                                        |
| Szín-sar-iskun                                                          | i. e. 627 – i. e. 620 |                                        |
| Szín-sum-lisir                                                          | i. e. 626             |                                        |

## XI. (Kháld) dinasztia(Újbabiloni Birodalomvagy Kháldú-Kháldea, i. e. 626 –i. e. 539)
| Uralkodó               | Uralkodott            | Megjegyzés                            |
| ---------------------- | --------------------- | ------------------------------------- |
| Nabú-apal-uszur        | i. e. 626 – i. e. 605 | „Nabopolasszar”                       |
| II. Nabú-kudurri-uszur | i. e. 605 – i. e. 562 | „Nabukodonozor” (Nabú-apla-uszur fia) |
| Amél-Marduk            | i. e. 562 – i. e. 560 |                                       |
| Nergal-sar-uszur       | i. e. 560 – i. e. 556 | „Neriglisszar”                        |
| Lábási-Marduk          | i. e. 556             |                                       |
| Nabú-naid              | i. e. 556 – i. e. 539 | „Nabonid”                             |
| Bél-sar-uszur          | i. e. 552 – i. e. 541 | „Bélsaccar” (Nabú-naid fia) régens    |